# Октобарски салон Панчево
Октобарски салон Панчево је изложба репрезентативних дела из актуелног стваралаштва у области ликовних уметности, која има статус сталне манифестације у области културе од значаја за Град Панчево, oснивачa и покровитељa манифестације.

## Историјат
Октобарски салон Панчева први пут је одржан 1971. године у Народном музеју Панчево, по угледу на Октобарски салон Београда, ревијалну годишњу изложбу ликовне уметности. На изложби су били представљени радови деветнаест аутора: Владимира Абрамовића, Филипа Андрића, Тихомира Биреша, Јована Витомирова, Вукице Влајић, Ђорђа Влајића, Флоријана Грудника, Миливоја Ђорђевића, Олге Жегарац Чубрило, Милана Јакшића, Чедомира Кесића, Вељка Оњина, Наде Оњин Жужић, Миленка Првачког, Димитрија Ћосића, Стојана Трумића, Слободанке Шобота, Божидара Јововића и Душана Мирчетића. Највише је било уметника млађе генерације и оних који су тада излагали први пут. 
Према правилима изложбе, Панчевачки октобарски салон организован је сваке године у част ослобођења Панчева. Изложба је отварана 6. октобра и трајала је петнаест дана. Сви ликовни уметници са територије Општине Панчево имали су право да учествују на конкурсу. Радове је бирао Организациони одбор који су сачињавали председник Љубомир Рељић, директор Народног музеја Панчево, Борислава Крстић, кустос Народног музеја Панчево, Душан Белић, Ђорђе Обрадовић и Боривој Мамузић и жири за награде: Вера Ристић, кустос Народног музеја Београд, Коста Богдановић, уметник, и Гроздана Шарчевић, историчар уметности. На првом Октобарском салону награђени су радови Слободанке Шобота, Наде Оњин Жужић и Миливоја Ђорђевића. Одлуком Организационог одбора Салона одато је признање члановима групе Панчево 5 – Стојану Трумићу, Ксенији Илијевић, Божидару Јововићу, Јовану Витомирову и Добривоју Војновићу, који су позвани да излажу без жирирања. Од тада па до краја осамдесетих година радови изложени у оквиру Салона били су симболи препорода и обнове чији су главни протагонисти били млађи уметници.
Пошто је Ликовна колонија основана 1969. године, две године пре Октобарског салона, сматра се да је ова група уметника својим утицајем заслужна за његово оснивање, као што се наводи у каталогу првог Октобарског салона. Данас програм Салона уметности реализује Галерија савремене уметности која је уједно и организатор.

## Конкурс
Током пет деценија постојања, Салон је променио неколико концепција и облика, од конкурсне манифестације и представљања продукције панчевачких уметника, преко ауторских и кустоских позивних изложби до данашње отворене позивно ревијалне изложбе без јасне и утврђене концепције.
Уметнички радови се бирају на конкурсу, а потом награђују од стране жирија састављеног од еминентних историчара уметности. Заједничко свим одабраним радовима је препознавање информација које објашњавају локалну средину, а и глобалну цивилизацију у којој живимо.
Под називом „Границе и острва” отворена је 25. новембра 2023. у Галерији савремене уметности. По оцени жирија салона, прва откупна награда је припала Драгани Купрешанин за рад „Црвени Радион”, друга Катарини Ракић за дело „Мук”, а трећепласирани је био Владимир Томић са радом „Хаски”. Награду за излагачки термин у 2024. години је освојио Милан Булатовић на основу рада „Спирала уређеног хаоса”.